# Albisola Superiore
Albisola Superiore (ligur nyelven D'äto d'Arbisseua vagy D’âto d’Arbisêua) település Olaszországban, Liguria régióban, Savona megyében. Lakosainak száma 9589 fő (2023. január 1.). Albisola Superiore Albissola Marina, Cairo Montenotte, Celle Ligure, Pontinvrea, Stella és Savona községekkel határos.

## Népesség
A település népességének változása:
| Lakosok száma | 10 064 | 10 033 | 9589 |
|               | 2017   | 2018   | 2023 |